# 雅科布斯冰原島峰
84°17′S 159°38′E / 84.283°S 159.633°E
雅科布斯冰原島峰（英語：Jacobs Nunatak）是南極洲的冰原島峰，位於奧次地的麥卡爾平山脈西部，處於塞爾韋斯特冰川源頭以西，現時由南極條約體系管理。